# Ochotona nubrica
Ochotona nubrica este o specie de mamifere din familia iepurilor fluierători, Ochotonidae. Este găsită în China, India și Nepal. Uniunea Internațională pentru Conservarea Naturii a clasificat această specie ca fiind neamenințată cu dispariția.

## Taxonomie
Ochotona nubrica are 2 subspecii recunoscute: O. n. nubrica și O. n. lhasaensis. Deși la început fost descrisă drept specie independentă, a fost ulterior considerată drept sinonim al speciilor Ochotona pusilla, Ochotona roylei și Ochotona thibetana. Acum este considerată drept specie independentă pe baza unor analize morfologice și moleculare. A fost crezut că era înrudită cel mai mult cu Ochotona thibetana, dar a fost demonstrat de Yu et al. că este înrudită cel mai mult cu Ochotona curzoniae.

## Descriere
Ochotona nubrica are o lungime a corpului (inclusiv capul) de 14–18,4 cm și o greutate de 96–135 g. Lungimea craniului atinge 3,7–4,3 cm. Per total, are blana mai puțin deasă decât specia Ochotona thibetana. Firele de păr au baza neagră. Coastele sunt cenușii spre culoarea paielor. Culoarea blănii de pe partea dorsală este cenușie spre roșie-maronie și are câteva fire de păr negre. Blana de pe partea ventrală este albă mată spre gălbenie. Urechile au marginea albă și fiecare are lungimea de 2,1–2,7 cm, iar partea din spate a urechilor este negricioasă. Labele picioarelor din spate au fiecare câte 2,7–3,5 cm în lungime.

## Răspândire și habitat
Ochotona nubrica este găsită în China, India și Nepal. Habitatul său este alcătuit din zone cu arbuști de deșert alpin și subalpin. Subspecia O. n. lhasaensis este prezentă în stepe alpine. Viețuiește la altitudinea de circa 3.000–4.500 m.

## Comportament și ecologie
Ochotona nubrica viețuiește în vizuini pe care le construiește în zone arbustive. Dieta sa este compusă din vegetație. Trăiește în grupuri de familii bine-definite. Nu sunt cunoscute multe despre reproducerea sa.

## Stare de conservare
Ochotona nubrica este larg răspândită și nu au fost identificate amenințări pentru aceasta. Nu este cunoscut ca populația sa să întâmpine o scădere. Arealul său cuprinde arii protejate. În timpul unui sondaj care a fost efectuat în 1980–1986 și 1989–1991, a fost descrisă de locuitorii drept o specie comună în Valea Nubra. Uniunea Internațională pentru Conservarea Naturii a clasificat-o ca fiind neamenințată cu dispariția.